# Haltepunkt Essen-Kupferdreh
Der Haltepunkt Essen-Kupferdreh ist eine S-Bahn-Station im Essener Stadtteil Kupferdreh. Er fungierte bis 2003 als Bahnhof und hatte in den 1970er Jahren den Alten Bahnhof Kupferdreh abgelöst, den heute nur noch die Hespertalbahn bedient.

## Geschichte und Charakter

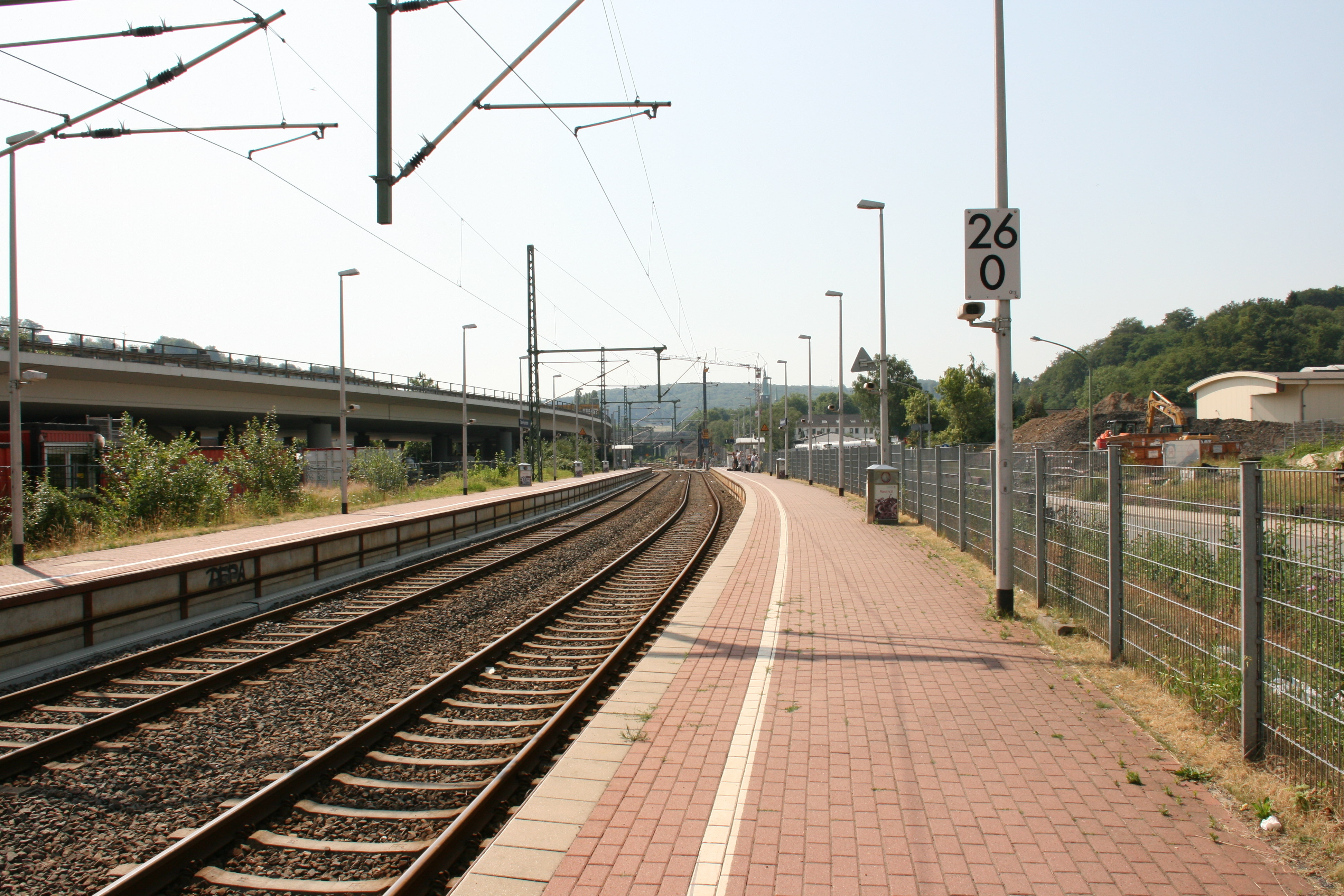
Bahnsteig vor der Höherlegung, 2010

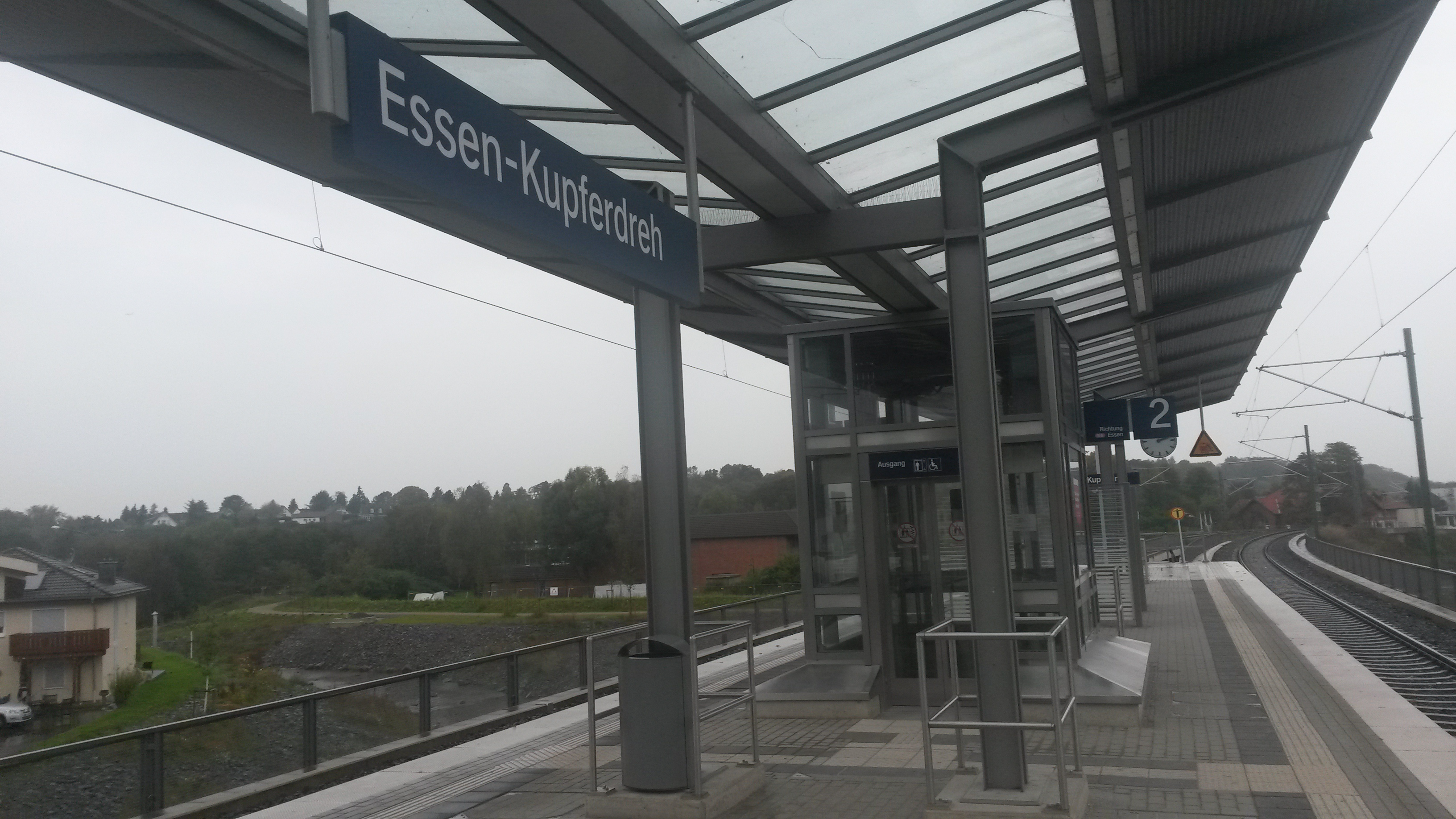
Bahnsteig nach der Höherlegung, 2014

Der Alte Bahnhof Kupferdreh ist Vorgänger des heutigen Haltepunktes am Kupferdreher Markt. In den 1970er Jahren wurde die Nahverkehrslinie N 9 gebildet und der Bahnhof auf seine heutige Lage verlegt.
1991 ging in Essen-Kupferdreh eines der ersten Elektronischen Stellwerke (ESTW) in Betrieb. Das Stellwerk der Bauform SIMIS B steuerte drei Gleise des Bahnhofs Essen-Kupferdreh (weitere Gleise waren als Schlüsselweichen angebunden) und den als Bahnhofsteil ausgebildeten vorgelagerten Personenhalt und löste drei mechanische Stellwerke ab. Teile der Leittechnik des Stellwerkes waren mit Hilfe von Modems in das mehrere Kilometer entfernte Spurplanstellwerk im Bahnhof Essen-Steele ausgelagert und wurde auch von dort bedient.
Im Jahre 1998 wurde die Linie N 9 aufgeteilt: Zwischen Haltern am See und Essen entstand die S 9 und zwischen Essen und Wuppertal die RB 49.
2003 wurde die Strecke elektrifiziert. Dazu wurde im August das Elektronische Stellwerk stillgelegt und Essen-Kupferdreh zum Haltepunkt zurückgebaut. Die in Steele ausgelagerte Leittechnik blieb jedoch erhalten und wurde 2010 im Museum des Stellwerkes Köln-Dünnwald wieder betriebsfähig hergerichtet. Nach Abschluss der Arbeiten wurde die RB 49 im Dezember 2003 durch die S-Bahn-Linie S 9 ersetzt, die seitdem durchgehend wieder Haltern und Wuppertal verbindet.
Von 2010 bis 2012 wurde die Bahnstrecke im Zuge einer Umgestaltung des Kupferdreher Zentrums in diesem Bereich höher gelegt. Dabei wurden die bisherigen Seitenbahnsteige durch einen Mittelbahnsteig ersetzt. Die Anfahrtsrampen des nun höher gelegenen Haltepunkts besitzen in Richtung Wuppertal eine Neigung von 35 ‰, weil die A 44 weiter südlich die Strecke überführt. Der neugebaute Haltepunkt Kupferdreh bietet Platz für eine Radstation am Markt und gleichzeitig mehr Abstellfläche für Omnibusse.
Die Ruhrbahn baute für 5,8 Millionen Euro von September 2017 bis Juni 2019 einen großen Busbahnhof am Haltepunkt. Die Parkplätze unter der Autobahn sollen sowohl für Park and ride als auch für Carsharing genutzt werden. Außerdem wurden längs zum Haltepunkt fünf Bussteige und eine Kiss-and-Ride-Stelle eingerichtet.
Um diese Planungen durchsetzen zu können, musste der Haltepunkt hochgelegt werden, weil sonst zu wenig Platz für den großen Busbahnhof gewesen wäre. Im Juni 2016 fasste der Rat der Stadt den Baubeschluss. Die Arbeiten für den neuen Busbahnhof begannen am 18. September 2017.
Am 11. Juni 2019 wurde der neue Busbahnhof am Bahnhof Kupferdreh in Betrieb genommen.

## Bedienung

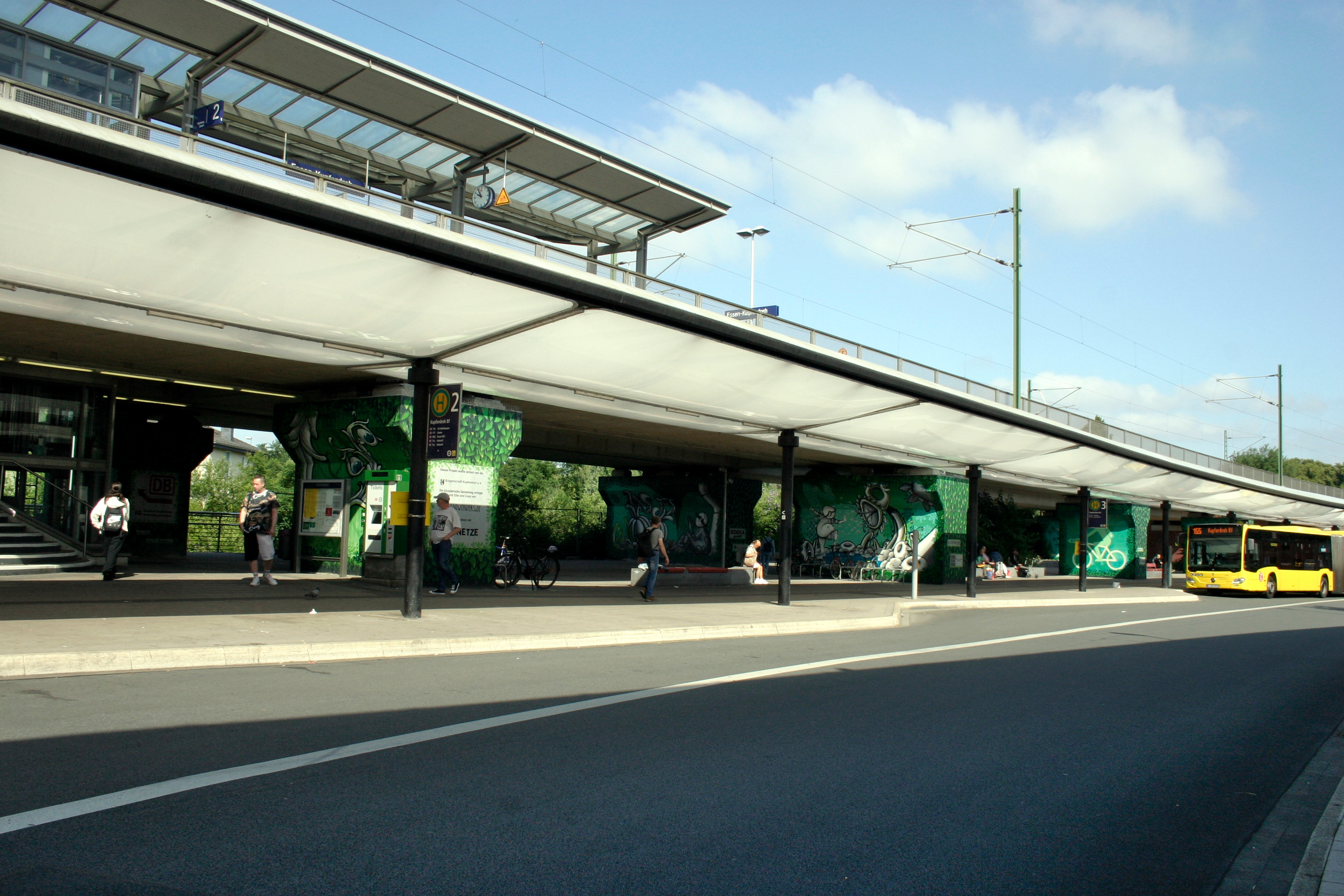
Busbahnhof der Ruhrbahn, 2024

Seit dem 15. Dezember 2019 wird Essen-Kupferdreh durch die Linien RE 49 und S 9 bedient. Von 2003 bis zum 14. Dezember 2019 verkehrte die S 9 wochentags im 20-Minuten-Takt und am Wochenende im 30-Minuten-Takt zwischen Wuppertal über Essen nach Bottrop sowie einmal pro Stunde weiter nach Haltern am See. 
Seit dem Fahrplanwechsel am 15. Dezember 2019 verkehrt die S 9 jedoch täglich im 30-Minuten-Takt nach Wuppertal Hbf und wird einmal stündlich nach Hagen Hbf verlängert. In der anderen Richtung wird seit 11. September 2020 halbstündlich Essen Hbf bis weiter nach Gladbeck West mit den beiden wechselnden Linienästen nach Recklinghausen Hbf und Haltern am See bedient.
Am Haltepunkt Kupferdreh bestehen Anschlüsse an die Buslinien 141, 153, 155, 177, 180 sowie NE6 der Ruhrbahn.
| Linie | Linienverlauf | Takt                                                                       |
| ----- | --- | -------------------------------------------------------------------------- |
| RE 49 | Wupper-Lippe-Express: Wesel – Friedrichsfeld (Niederrhein) – Voerde (Niederrhein) – Dinslaken – Oberhausen-Holten – Oberhausen-Sterkrade – Oberhausen Hbf – Mülheim (Ruhr)-Styrum – Mülheim (Ruhr) Hbf – Essen West – Essen Hbf – Essen-Steele – Essen-Kupferdreh – Velbert-Langenberg – Velbert-Neviges – Wuppertal-Vohwinkel – Wuppertal Hbf Stand: Fahrplanwechsel Dezember 2021 | 60 min (wochentags)                                                        |
| S 9   | Linienweg 1: Haltern am See – Marl-Hamm – Marl Mitte – GE-Hassel – GE-Buer Nord – Linienweg 2: Recklinghausen Hbf – Herten (Westf) – Hauptlinienweg: Gladbeck West – Bottrop-Boy – Bottrop Hbf – E-Dellwig Ost – E-Gerschede – E-Borbeck – E-Borbeck Süd – Essen West – Essen Hbf – E-Steele – E-Überruhr – E-Holthausen – E-Kupferdreh – Velbert-Nierenhof – Velbert-Langenberg – Velbert-Neviges – Velbert-Rosenhügel – Wülfrath-Aprath – W-Vohwinkel – W-Sonnborn – W-Zoologischer Garten – W-Steinbeck – Wuppertal Hbf – W-Unterbarmen – W-Barmen – W-Oberbarmen – W-Langerfeld – Schwelm West – Schwelm – Gevelsberg West – Gevelsberg-Kipp – Gevelsberg Hbf – Gevelsberg-Knapp – HA-Westerbauer – HA-Heubing – HA-Wehringhausen – Hagen Hbf Stand: Fahrplanwechsel Dezember 2023 | 60 min (je Linienast) 30 min (Gladbeck–Wuppertal) 60 min (Wuppertal–Hagen) |
| 141   | Kupferdreh – Byfang – Hattingen-Niederwenigern – Lembeck – Hattingen (Ruhr) Mitte | 30 min                                                                     |
| 153   | Essen-Heisingen Baldeneysee – Heisingen Ortsmitte – Rote Mühle – Kampmannbrücke – Kupferdreh – Kupferdreh Altersheim | 30 min                                                                     |
| 155   | Gelsenkirchen-Rotthausen Achternbergstraße – Schonnebeck – Frillendorf Hubertstraße – Betriebshof Stadtmitte – Rathaus Essen – Essen Hbf – Huttropstraße – Bergerhausen – Annental – Heisingen Rote Mühle – Kampmannbrücke – Kupferdreh | 20 min                                                                     |
| 177   | Steele – Überruhr-Hinsel – Überruhr-Holthausen – Holthausen Bf – (Heisingen Rote Mühle →) Kupferdreh – Kupferdreh Marienbergstr. | 20 min                                                                     |
| 180   | Kettwiger Markt – Kettwig – Schuirweg – Werden – Werdener Markt – Heidhausen Am Schwarzen – Hespertal – Dilldorf – Kupferdreh – Burgaltendorf Burgruine Verkehrt ab teilweise weiter Burgaltendorf als Linie 159 zur Schwimmbrücke. | 30 min                                                                     |
| NE6   | Essen Hbf – Essen Süd – Rellinghausen – Lehmanns Brink (NE4) – Holthausen Bf – Kupferdreh | 60 min                                                                     |